# Jan Nedermeijer van Rosenthal

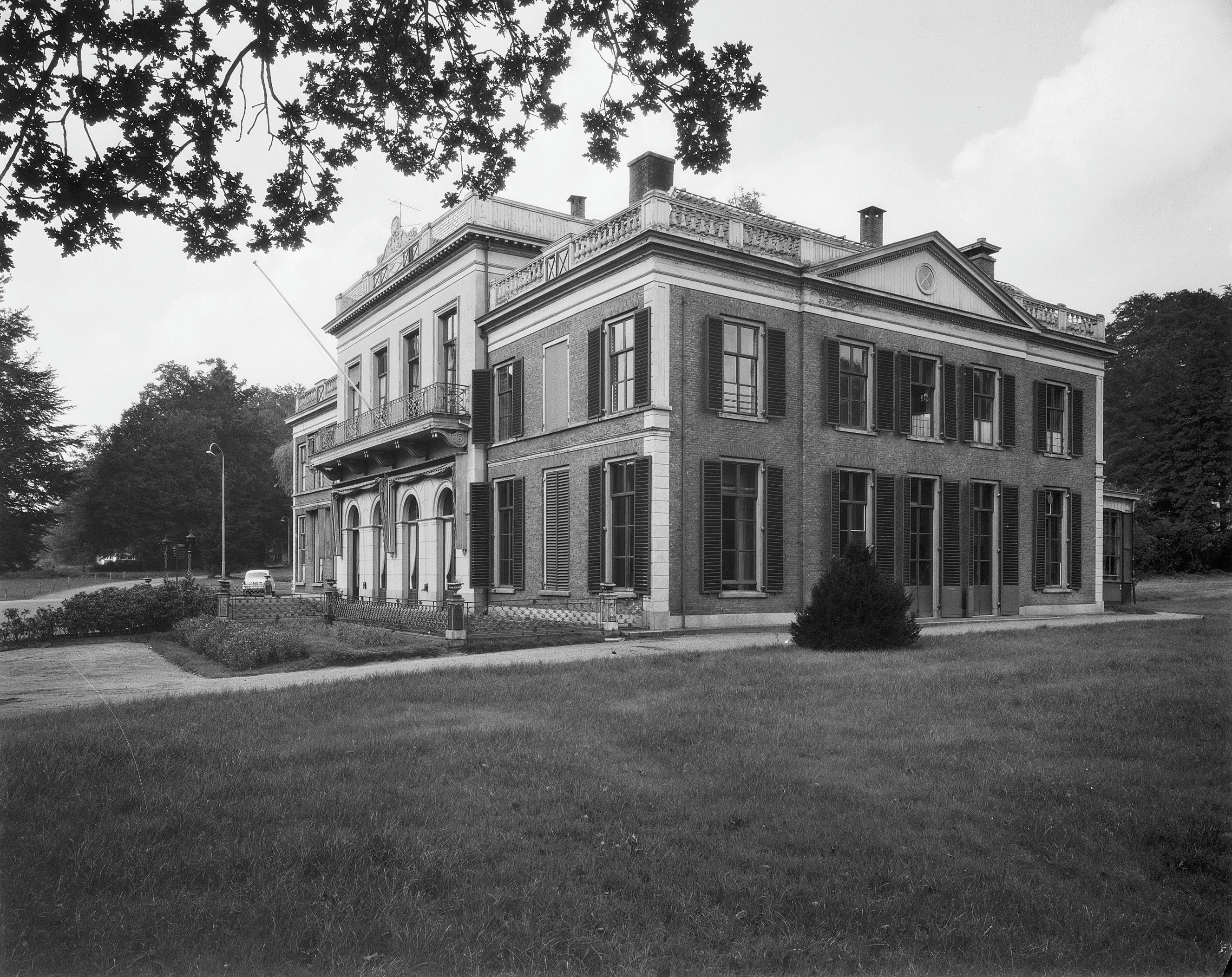
De Rennenenk in 1960 - RCE

Johan Theodoor Hendrik Nedermeyer ridder van Rosenthal (Culemborg, 27 maart 1792 - Den Haag, 31 januari 1857) was een Arnhemse advocaat die vóór 1849 tot de veranderingsgezinde liberalen behoorde. Hij was echter geen Thorbeckiaan.

## Biografie

#### Jeugd
Hij werd geboren als zoon van Mr. Hans Heinrich Conrad von Rosenthal (1762 - 1822) en Louise Anna Bosch (1772 - 1830). Hij volgde onderwijs aan de Hollandse en daarna aan de Franse school. Zijn middelbare onderwijs ontving hij aan de Culemborgse Latijnse school. Naast het schoolonderwijs werd hij onderwezen door zijn grootvader van moeders kant, H.T. Bosch. In 1810 bij de overgang van de vijfde naar de zesde klas van de Latijnse school werd aan hem een prijsband uitgereikt. De prijs is medeondertekend door zijn grootvader.

#### Studie
In 1811 deed hij zijn geloofsbelijdenis als lid van het Kerkgenootschap der Hervormden. In september van datzelfde jaar begon hij aan zijn studie Romeins en hedendaags recht aan de Hogeschool te Leiden. Op 24 juni 1816 rondde hij deze studie na vijf jaar af en promoveerde op de dissertatie De servorum Afrorum commercio, eoque recte sublato, nec non de Afrorum servitute penitus tollenda.

#### Loopbaan
Na zijn rechtenstudie verstigde hij zich in 1816 als advocaat in Arnhem. Van 1817 tot 1821 was hij substituut-officier van de Rechtbank van Eerste Aanleg in Arnhem. Van 1821 tot 1841 was hij auditeur-militair in Gelderland. In 1841 werd hij benoemd als lid van de Tweede Kamer voor Gelderland. Op 1 juni 1836 werd hij opgenomen in de Ridderschap van Gelderland waarvan hij van 1837-1850 secretaris was.
Op 1 november 1849 trad hij als minister van Justitie toe tot het kabinet-Thorbecke I. Op wetgevend gebied had hij wisselend succes. Hij wist wel onder meer de Wet op de parlementaire enquête tot stand te brengen, maar zag pogingen om wetten over vereniging en vergadering en over de organisatie van de rechterlijke macht tot stand te brengen stranden. In 1852 werd zijn wetsvoorstel inzake de samenstelling van de rechterlijke macht en het beleid van justitie verworpen waarna hij zijn ontslag indiende. Hij was gematigd liberaal/conservatief-liberaal (antirevolutionair op godsdienstig gebied). Hij was lid van de vrijmetselarij.

#### Privésfeer
Jan Theodoor Hendrik Nedermeyer was de oudste zoon van Hans Heinrich Conrad von Rosenthal en Louise Anna Bosch. In de familie Bosch was het traditie hun zonen een geslachtsnaam van de (groot)moeder als voornaam mee te geven. In zijn geval kreeg hij de familienaam van zijn grootmoeder van moederskant mee. Deze naam hebben zijn afstammelingen gehouden tot deze tak in 1931 in mannelijke lijn uitstierf.
Zijn vader was in 1787 met het Pruisische leger naar de Republiek gekomen in verband met het conflict tussen stadhouder Willem V en de patriotten. Hij huwde in 1791 met Louise Anna, dochter van een Culemborgs geslacht. Von Rosenthal was edelman waardoor het huwelijk voor de familie Bosch statusverhoging was. Voor Von Rosenthal, die er een spilzieke levensstijl op nahield, een financiële verbetering. Na 15 jaar ruzie afgewisseld met verzoeningspogingen vertrok zijn vader naar Maastricht waar hij in 1822 overleed. Zijn financiële schulden achterlatend bij zijn schoonfamilie. Uit het huwelijk waren acht kinderen geboren waarvan er vijf hun ouders overleefden.
Jan Theodoor Hendrik Nedermeyer huwde op 28 augustus 1823 in Velp (Gelderland) met Jeannette Wilhelmina van Eck baronesse van Overbeek te Velp. Zij gingen gehuurd wonen  op het kleine landgoed De Rennenenk buiten Arnhem dat eigendom was van Jan baron van Pallandt van Klarenbeek. In 1830 verhuisde hij vanwege zijn drukke advocatenpraktijk en zijn werkzaamheden als auditeur-militair naar de stad Arnhem. Uit hun huwelijk werden drie zonen en vijf dochters geboren. Een dochter overleed als kind, twee anderen op 18-jarige leeftijd. Zijn echtgenote overleed in juni 1851. Een jaar later nam hij ontslag als minister en werd lid van de Maatschappij der Letterkunde. Hij was aangesloten bij de Maatschappij tot afschaffing der slavernij waarvan hij tot aan zijn dood tweede voorzitter was.
Nedermeyer van Rosenthal heeft vanaf kind een zwakke gezondheid gehad. De laatste jaren van zijn leven kuurde hij jaarlijks in Bad Ems. Hij overleed op 31 januari 1857 en werd begraven bij zijn echtgenote en drie kinderen in het familiegraf te Velp.

#### Adelstand
Op 21 september 1834 werd hij ingelijfd in de Nederlandse adelstand met de titel van ridder op alle wettige mannelijke afstammelingen. Oorspronkelijk was zijn naam 'Nedermeyer von Rosenthal'. In 1842 werd zijn broer Lodewijk Hendrik Nicolaas Bosch van Rosenthal eveneens erkend in de Nederlandse Adel. Bosch van Rosenthal is de enige nog bestaande adellijke tak van het geslacht Van Rosenthal.
Het familiewapen bevat in kwartier II en III een rood getongde zwarte adelaar. De kwartieren I en IV zijn effen zilver. Eroverheen loopt een blauwe schuinbalk met gouden rand. Op de schuinbalk een gouden leeuw met in de voorpoten een roos.

## Letterkundige werken
- Het geslacht van Panthaleon in den slag van Walef, naar een onuitgegeven familieverhaal
- Het strafgeding tegen Johan van Messem en Dirk van Ruyven; naar oorspronkelijke bescheiden toegelicht
- Geheime brieven van de gezandten Beverningh en Nieupoort aan den Raadspensionaris Johan de Wit